# Giovanna di Baviera-Landshut
Giovanna di Baviera-Landshut (1413 – 1444) fu una principessa bavarese e duchessa consorte di Württemberg.

## Biografia
Era figlia di Enrico XVI di Baviera e Margherita d'Asburgo.
Venne data in sposa a Ottone I di Mosbach che sposò a Burghausen nel 1430.
Diede al marito nove figli:
- Amalia (22 febbraio 1431-1483), andata sposa a Filippo conte di Rieneck;
- Margherita (2 marzo 1432-1457), andata sposa a Reinhard III, conte di Hanau-Münzenberg;
- Ottone II (22 giugno 1435-Neumarkt, 8 aprile 1499), detto il matematico;
- Roberto (25 novembre 1437-Ybbs, 1º novembre 1465), elettore di Ratisbona;
- Dorotea (24 agosto 1439-Liebenau, 15 maggio 1482);
- Alberto (6 settembre 1440-Zabern, 20 agosto 1506), vescovo di Strasburgo;
- Anna (1441-?), suora;
- Giovanni (1º agosto 1443-Gerusalemme, 4 ottobre 1486), canonico a Magonza;
- Barbara (1444-1486), suora.

## Ascendenza
|                                         |                                 |                                          | Genitori                                                 |  |  | Nonni |  |  | Bisnonni                                |  |  | Trisnonni                              |  |
|                                         |                                 |                                          |                                                          |  |  |       |  |  | 8. Stefano II, duca di Baviera-Landshut |  |  | 16. Ludovico IV, imperatore dei Romani |  |
|                                         |                                 |                                          |                                                          |  |  |       |  |  | 8. Stefano II, duca di Baviera-Landshut |  |  | 16. Ludovico IV, imperatore dei Romani |  |
|                                         |                                 | 17. Beatrice di Świdnica                 |                                                          |  |  |       |  |  | 8. Stefano II, duca di Baviera-Landshut |  |  |                                        |  |
| 4. Federico, duca di Baviera-Landshut   |                                 |                                          |                                                          |  |  |       |  |  | 8. Stefano II, duca di Baviera-Landshut |  |  |                                        |  |
|                                         |                                 | 9. Isabella di Sicilia                   | 18. Federico III, re di Sicilia                          |  |  |       |  |  |                                         |  |  |                                        |  |
|                                         |                                 | 9. Isabella di Sicilia                   | 18. Federico III, re di Sicilia                          |  |  |       |  |  |                                         |  |  |                                        |  |
|                                         |                                 | 9. Isabella di Sicilia                   | 19. Eleonora di Napoli                                   |  |  |       |  |  |                                         |  |  |                                        |  |
| 2. Enrico XVI, duca di Baviera-Landshut |                                 | 9. Isabella di Sicilia                   |                                                          |  |  |       |  |  |                                         |  |  |                                        |  |
|                                         |                                 | 10. Bernabò Visconti, signore di Milano  | 20. Stefano Visconti, signore di Arona                   |  |  |       |  |  |                                         |  |  |                                        |  |
|                                         |                                 | 10. Bernabò Visconti, signore di Milano  | 20. Stefano Visconti, signore di Arona                   |  |  |       |  |  |                                         |  |  |                                        |  |
|                                         |                                 | 10. Bernabò Visconti, signore di Milano  | 21. Valentina Doria                                      |  |  |       |  |  |                                         |  |  |                                        |  |
| 5. Maddalena Visconti                   |                                 | 10. Bernabò Visconti, signore di Milano  |                                                          |  |  |       |  |  |                                         |  |  |                                        |  |
|                                         |                                 | 11. Regina della Scala                   | 22. Mastino II della Scala, signore di Verona            |  |  |       |  |  |                                         |  |  |                                        |  |
|                                         |                                 | 11. Regina della Scala                   | 22. Mastino II della Scala, signore di Verona            |  |  |       |  |  |                                         |  |  |                                        |  |
|                                         |                                 | 11. Regina della Scala                   | 23. Taddea da Carrara                                    |  |  |       |  |  |                                         |  |  |                                        |  |
| 1. Giovanna di Baviera-Landshut         |                                 | 11. Regina della Scala                   |                                                          |  |  |       |  |  |                                         |  |  |                                        |  |
|                                         | 12. Alberto III, duca d'Austria | 24. Alberto II, duca d'Austria           |                                                          |  |  |       |  |  |                                         |  |  |                                        |  |
|                                         | 12. Alberto III, duca d'Austria | 24. Alberto II, duca d'Austria           |                                                          |  |  |       |  |  |                                         |  |  |                                        |  |
|                                         | 12. Alberto III, duca d'Austria | 25. Giovanna, contessa di Pfirt          |                                                          |  |  |       |  |  |                                         |  |  |                                        |  |
| 6. Alberto IV, duca d'Austria           | 12. Alberto III, duca d'Austria |                                          |                                                          |  |  |       |  |  |                                         |  |  |                                        |  |
|                                         |                                 | 13. Beatrice di Norimberga               | 26. Federico V, burgravio di Norimberga                  |  |  |       |  |  |                                         |  |  |                                        |  |
|                                         |                                 | 13. Beatrice di Norimberga               | 26. Federico V, burgravio di Norimberga                  |  |  |       |  |  |                                         |  |  |                                        |  |
|                                         |                                 | 13. Beatrice di Norimberga               | 27. Elisabetta di Meißen                                 |  |  |       |  |  |                                         |  |  |                                        |  |
| 3. Margherita d'Austria                 |                                 | 13. Beatrice di Norimberga               |                                                          |  |  |       |  |  |                                         |  |  |                                        |  |
|                                         |                                 | 14. Alberto I, duca di Baviera-Straubing | 28. Ludovico IV, imperatore dei Romani (= 16)            |  |  |       |  |  |                                         |  |  |                                        |  |
|                                         |                                 | 14. Alberto I, duca di Baviera-Straubing | 28. Ludovico IV, imperatore dei Romani (= 16)            |  |  |       |  |  |                                         |  |  |                                        |  |
|                                         |                                 | 14. Alberto I, duca di Baviera-Straubing | 29. Margherita II, contessa di Hainaut, Olanda e Zelanda |  |  |       |  |  |                                         |  |  |                                        |  |
| 7. Giovanna di Baviera-Straubing        |                                 | 14. Alberto I, duca di Baviera-Straubing |                                                          |  |  |       |  |  |                                         |  |  |                                        |  |
|                                         |                                 | 15. Margherita di Brieg                  | 30. Ludovico I, duca di Legnica e Brieg                  |  |  |       |  |  |                                         |  |  |                                        |  |
|                                         |                                 | 15. Margherita di Brieg                  | 30. Ludovico I, duca di Legnica e Brieg                  |  |  |       |  |  |                                         |  |  |                                        |  |
|                                         |                                 | 15. Margherita di Brieg                  | 31. Agnese di Żagań                                      |  |  |       |  |  |                                         |  |  |                                        |  |
|                                         |                                 | 15. Margherita di Brieg                  |                                                          |  |  |       |  |  |                                         |  |  |                                        |  |